# Bébé agent d'assurances
Bébé agent d'assurances è un cortometraggio muto del 1911 diretto da Louis Feuillade.

## Produzione
Il film fu prodotto dalla Société des Etablissements L. Gaumont

## Distribuzione
Distribuito dalla Société des Etablissements L. Gaumont, uscì nelle sale cinematografiche francesi nell'aprile 1911. Negli Stati Uniti, venne distribuito dalla General Film Company il 13 giugno 1911 con il titolo in inglese Jimmie, the Insurance Agent; nelle proiezioni, veniva programmato con il sistema dello split reel, accorpato in un'unica bobina con un altro cortometraggio, il documentario The City of Florence, Italy.